# Tarik ibn Zijad

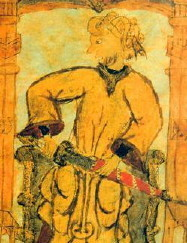
Tarik ibn Zijad

Tarik ibn Zijad (ar. طارق بن زياد, Tāriq ibn Ziyād; zm. 720) – wódz berberski, który poczynając od 711 roku (bitwa nad rzeką Guadalete zwana też bitwą pod Jerez de la Frontera) podbił tereny dzisiejszej Hiszpanii i rozpoczął kilkusetletnie panowanie arabskie w tym kraju. 
Od jego imienia pochodzi nazwa Gibraltar (arab. Dżabal Tarik — Góra Tarika).